# Jan Nordkvist
Jan Nordkvist, född  3 januari 1960, är en svensk instrumentmakare, bosatt i Tällberg i Dalarna. 
Sedan 2004 tillverkar han näverlurar i Rune Seléns tradition.